# Championnats du monde de motocross
Navigation
Le Championnat du monde de moto-cross, régi par la Fédération internationale de motocyclisme (FIM), rassemble les meilleurs pilotes mondiaux du moto-cross, et les meilleures équipes.
Chaque épreuve se déroule sur un week-end en deux manches qui sont chacune comptabilisées dans le cadre du championnat. Le vainqueur du Grand Prix est le pilote totalisant le plus de points dans les deux manches. En cas d'égalité entre deux pilotes, le classement de la seconde manche est privilégié.

## Format
Les épreuves des différentes catégories du Championnat du monde se déroulaient sur des circuits différents. Afin de donner plus d'intérêt au motocross, les épreuves MX1 et MX2, sont maintenant regroupées le même week-end sur le même circuit comme pour les Grand Prix de Vitesse moto. Le MX3 a son propre calendrier associé à partir de 2011 au championnat féminin WMX (FIM Women's Motocross World Championship), une catégorie souvent oubliée.
De 2004 à 2013, les catégories étaient nommées MX1, MX2 et MX3, la catégorie reine étant le MX1. À partir de 2014, la catégorie MX3 disparaît et la catégorie MX1 devient MXGP, une désignation qui rappelle le MotoGP dans la moto de vitesse.

## Palmarès par année
Les années avec fond rose correspondent au championnat européen.
|       | 500 cm3                | 500 cm3      | 250 cm3            | 250 cm3      | 125 cm3            | 125 cm3        | Féminine                | Féminine                |
| Année | Champion               | Constructeur | Champion           | Constructeur | Champion           | Constructeur   | Champion                | Constructeur            |
| ----- | ---------------------- | ------------ | ------------------ | ------------ | ------------------ | -------------- | ----------------------- | ----------------------- |
| 1952  | Victor Leloup          | Saroléa      |                    |              |                    |                |                         |                         |
| 1953  | Auguste Mingels        | FN           |                    |              |                    |                |                         |                         |
| 1954  | Auguste Mingels        | FN           |                    |              |                    |                |                         |                         |
| 1955  | John Draper            | BSA          |                    |              |                    |                |                         |                         |
| 1956  | Les Archer             | Norton       |                    |              |                    |                |                         |                         |
| 1957  | Bill Nilsson           | AJS          | Fritz Betzelbacher | Maico        |                    |                |                         |                         |
| 1958  | René Baeten            | FN           | Jaromir Cizek      | Jawa         |                    |                |                         |                         |
| 1959  | Sten Lundin            | Monark       | Rolf Tibblin       | Husqvarna    |                    |                |                         |                         |
| 1960  | Bill Nilsson           | Husqvarna    | Dave Bickers       | Greeves      |                    |                |                         |                         |
| 1961  | Sten Lundin            | Lito         | Dave Bickers       | Greeves      |                    |                |                         |                         |
| 1962  | Rolf Tibblin           | Husqvarna    | Torsten Hallman    | Husqvarna    |                    |                |                         |                         |
| 1963  | Rolf Tibblin           | Husqvarna    | Torsten Hallman    | Husqvarna    |                    |                |                         |                         |
| 1964  | Jeff Smith             | BSA          | Joël Robert        | CZ           |                    |                |                         |                         |
| 1965  | Jeff Smith             | BSA          | Viktor Arbekov     | CZ           |                    |                |                         |                         |
| 1966  | Paul Friedrichs        | CZ           | Torsten Hallman    | Husqvarna    |                    |                |                         |                         |
| 1967  | Paul Friedrichs        | CZ           | Torsten Hallman    | Husqvarna    |                    |                |                         |                         |
| 1968  | Paul Friedrichs        | CZ           | Joël Robert        | CZ           |                    |                |                         |                         |
| 1969  | Bengt Åberg            | Husqvarna    | Joël Robert        | CZ           |                    |                |                         |                         |
| 1970  | Bengt Åberg            | Husqvarna    | Joël Robert        | Suzuki       |                    |                |                         |                         |
| 1971  | Roger De Coster        | Suzuki       | Joël Robert        | Suzuki       |                    |                |                         |                         |
| 1972  | Roger De Coster        | Suzuki       | Joël Robert        | Suzuki       |                    |                |                         |                         |
| 1973  | Roger De Coster        | Suzuki       | Håkan Andersson    | Yamaha       | André Malherbe     | Zündapp        |                         |                         |
| 1974  | Heikki Mikkola         | Husqvarna    | Guennady Moisseev  | KTM          | André Malherbe     | Zündapp        |                         |                         |
| 1975  | Roger De Coster        | Suzuki       | Harry Everts       | Puch         | Gaston Rahier      | Suzuki         |                         |                         |
| 1976  | Roger De Coster        | Suzuki       | Heikki Mikkola     | Husqvarna    | Gaston Rahier      | Suzuki         |                         |                         |
| 1977  | Heikki Mikkola         | Yamaha       | Guennady Moisseev  | KTM          | Gaston Rahier      | Suzuki         |                         |                         |
| 1978  | Heikki Mikkola         | Yamaha       | Guennady Moisseev  | KTM          | Akira Watanabe     | Suzuki         |                         |                         |
| 1979  | Graham Noyce           | Honda        | Håkan Carlqvist    | Husqvarna    | Harry Everts       | Suzuki         |                         |                         |
| 1980  | André Malherbe         | Honda        | Georges Jobé       | Suzuki       | Harry Everts       | Suzuki         |                         |                         |
| 1981  | André Malherbe         | Honda        | Neil Hudson        | Yamaha       | Harry Everts       | Suzuki         |                         |                         |
| 1982  | Brad Lackey            | Suzuki       | Danny Laporte      | Yamaha       | Eric Geboers       | Suzuki         |                         |                         |
| 1983  | Håkan Carlqvist        | Yamaha       | Georges Jobé       | Suzuki       | Eric Geboers       | Suzuki         |                         |                         |
| 1984  | André Malherbe         | Honda        | Heinz Kinigadner   | KTM          | Michele Rinaldi    | Suzuki         |                         |                         |
| 1985  | Dave Thorpe            | Honda        | Heinz Kinigadner   | KTM          | Pekka Vehkonen     | Cagiva         |                         |                         |
| 1986  | Dave Thorpe            | Honda        | Jacky Vimond       | Yamaha       | David Strijbos     | Cagiva         |                         |                         |
| 1987  | Georges Jobé           | Honda        | Eric Geboers       | Honda        | John Van den Berk  | Yamaha         |                         |                         |
| 1988  | Eric Geboers           | Honda        | John Van den Berk  | Yamaha       | Jean-Michel Bayle  | Honda          |                         |                         |
| 1989  | Dave Thorpe            | Honda        | Jean-Michel Bayle  | Honda        | Trampas Parker     | KTM            |                         |                         |
| 1990  | Eric Geboers           | Honda        | Alessandro Puzar   | Suzuki       | Donnie Schmit      | Suzuki         |                         |                         |
| 1991  | Georges Jobé           | Honda        | Trampas Parker     | Honda        | Stefan Everts      | Suzuki         |                         |                         |
| 1992  | Georges Jobé           | Honda        | Donnie Schmit      | Yamaha       | Greg Albertyn      | Honda          |                         |                         |
| 1993  | Jacky Martens          | Husqvarna    | Greg Albertyn      | Honda        | Pedro Tragter      | Suzuki         |                         |                         |
| 1994  | Marcus Hansson         | Honda        | Greg Albertyn      | Suzuki       | Bob Moore          | Yamaha         |                         |                         |
| 1995  | Joël Smets             | Husaberg     | Stefan Everts      | Kawasaki     | Alessandro Puzar   | Yamaha         |                         |                         |
| 1996  | Shayne King            | KTM          | Stefan Everts      | Honda        | Sébastien Tortelli | Kawasaki       |                         |                         |
| 1997  | Joël Smets             | Husaberg     | Stefan Everts      | Honda        | Alessio Chiodi     | Yamaha         |                         |                         |
| 1998  | Joël Smets             | Husaberg     | Sébastien Tortelli | Kawasaki     | Alessio Chiodi     | Husqvarna      |                         |                         |
| 1999  | Andrea Bartolini       | Yamaha       | Frédéric Bolley    | Honda        | Alessio Chiodi     | Husqvarna      |                         |                         |
| 2000  | Joël Smets             | KTM          | Frédéric Bolley    | Honda        | Grant Langston     | KTM            |                         |                         |
| 2001  | Stefan Everts          | Yamaha       | Mickaël Pichon     | Suzuki       | James Dobb         | KTM            |                         |                         |
| 2002  | Stefan Everts          | Yamaha       | Mickaël Pichon     | Suzuki       | Mickael Maschio    | Kawasaki       |                         |                         |
| Année | 650 cm3                | 650 cm3      | Motocross GP       | Motocross GP | 125 cm3            | 125 cm3        |                         |                         |
| 2003  | Joël Smets             | KTM          | Stefan Everts      | Yamaha       | Steve Ramon        | KTM            |                         |                         |
| Année | MX3                    | MX3          | MX1                | MX1          | MX2                | MX2            |                         |                         |
| 2004  | Yves Demaria           | KTM          | Stefan Everts      | Yamaha       | Ben Townley        | KTM            | Coupe du Monde Féminine | Coupe du Monde Féminine |
| 2005  | Sven Breugelmans       | KTM          | Stefan Everts      | Yamaha       | Antonio Cairoli    | Yamaha         | Stéphanie Laier         | KTM                     |
| 2006  | Yves Demaria           | KTM          | Stefan Everts      | Yamaha       | Christophe Pourcel | Kawasaki       | Katherine Prumm         | Kawasaki                |
| 2007  | Yves Demaria           | Yamaha       | Steve Ramon        | Suzuki       | Antonio Cairoli    | Yamaha         | Katherine Prumm         | Yamaha                  |
| Année | MX3                    | MX3          | MX1                | MX1          | MX2                | MX2            | WMX                     | WMX                     |
| 2008  | Sven Breugelmans       | KTM          | David Philippaerts | Yamaha       | Tyla Rattray       | KTM            | Livia Lancelot          | Kawasaki                |
| 2009  | Pierre Alexandre Renet | Suzuki       | Antonio Cairoli    | Yamaha       | Marvin Musquin     | Honda puis KTM | Stéphanie Laier         | KTM                     |
| 2010  | Carlos Campano         | Yamaha       | Antonio Cairoli    | KTM          | Marvin Musquin     | KTM            | Stéphanie Laier         | KTM                     |
| 2011  | Julien Bill            | Honda        | Antonio Cairoli    | KTM          | Ken Roczen         | KTM            | Stéphanie Laier         | KTM                     |
| 2012  | Matthias Walkner       | KTM          | Antonio Cairoli    | KTM          | Jeffrey Herlings   | KTM            | Kiara Fontanesi         | Yamaha                  |
| 2013  | Klemen Gerčar          | Honda        | Antonio Cairoli    | KTM          | Jeffrey Herlings   | KTM            | Kiara Fontanesi         | Yamaha                  |
| Année |                        |              | MXGP               | MXGP         | MX2                | MX2            | WMX                     | WMX                     |
| 2014  |                        |              | Antonio Cairoli    | KTM          | Jordi Tixier       | KTM            | Kiara Fontanesi         | Yamaha                  |
| 2015  | Romain Febvre          | Yamaha       | Tim Gajser         | Honda        | Kiara Fontanesi    | Yamaha         |                         |                         |
| 2016  | Tim Gajser             | Honda        | Jeffrey Herlings   | KTM          | Livia Lancelot     | Kawasaki       |                         |                         |
| 2017  | Antonio Cairoli        | KTM          | Pauls Jonass       | KTM          | Kiara Fontanesi    | Yamaha         |                         |                         |
| 2018  | Jeffrey Herlings       | KTM          | Jorge Prado        | KTM          | Kiara Fontanesi    | Yamaha         |                         |                         |
| 2019  | Tim Gajser             | Honda        | Jorge Prado        | KTM          | Courtney Duncan    | Kawasaki       |                         |                         |
| 2020  | Tim Gajser             | Honda        | Tom Vialle         | KTM          | Courtney Duncan    | Kawasaki       |                         |                         |
| 2021  | Jeffrey Herlings       | KTM          | Maxime Renaux      | Yamaha       | Courtney Duncan    | Kawasaki       |                         |                         |
| 2022  | Tim Gajser             | Honda        | Tom Vialle         | KTM          | Nancy van de Ven   | Yamaha         |                         |                         |
| 2023  | Jorge Prado            | Gas Gas      | Andrea Adamo       | KTM          | Courtney Duncan    | Kawasaki       |                         |                         |
| 2024  | Jorge Prado            | Gas Gas      | Kay de Wolf        | Husqvarna    | Lotte van Drunen   | Yamaha         |                         |                         |

### Championnat du monde MX1 puis MXGP
Ouvert aux motos :
- au-dessus de 175 cm3 jusqu'à 250 cm3 pour des moteurs 2-temps.
- au-dessus de 290 cm3 jusqu'à 450 cm3 pour des moteurs 4-temps.

| Année | Pilote             | Constructeur |
| 2004  | Stefan Everts      | Yamaha       |
| 2005  | Stefan Everts      | Yamaha       |
| 2006  | Stefan Everts      | Yamaha       |
| 2007  | Steve Ramon        | Suzuki       |
| 2008  | David Philippaerts | Yamaha       |
| 2009  | Antonio Cairoli    | Yamaha       |
| 2010  | Antonio Cairoli    | KTM          |
| 2011  | Antonio Cairoli    | KTM          |
| 2012  | Antonio Cairoli    | KTM          |
| 2013  | Antonio Cairoli    | KTM          |
| 2014  | Antonio Cairoli    | KTM          |
| 2015  | Romain Febvre      | Yamaha       |
| 2016  | Tim Gajser         | Honda        |
| 2017  | Antonio Cairoli    | KTM          |
| 2018  | Jeffrey Herlings   | KTM          |
| 2019  | Tim Gajser         | Honda        |
| 2020  | Tim Gajser         | Honda        |
| 2021  | Jeffrey Herlings   | KTM          |
| 2022  | Tim Gajser         | Honda        |
| 2023  | Jorge Prado Garcia | Gas Gas      |
| 2024  | Jorge Prado Garcia | Gas Gas      |

### Championnat du monde MX2
Ouvert aux motos :
- au-dessus de 100 cm3 jusqu'à 125 cm3 pour des moteurs 2-temps.
- au-dessus de 175 cm3 jusqu'à 250 cm3 pour des moteurs 4-temps.

| Année | Pilote             | Constructeur |
| 2004  | Ben Townley        | KTM          |
| 2005  | Antonio Cairoli    | Yamaha       |
| 2006  | Christophe Pourcel | Kawasaki     |
| 2007  | Antonio Cairoli    | Yamaha       |
| 2008  | Tyla Rattray       | KTM          |
| 2009  | Marvin Musquin     | Honda/KTM    |
| 2010  | Marvin Musquin     | KTM          |
| 2011  | Ken Roczen         | KTM          |
| 2012  | Jeffrey Herlings   | KTM          |
| 2013  | Jeffrey Herlings   | KTM          |
| 2014  | Jordi Tixier       | KTM          |
| 2015  | Tim Gajser         | Honda        |
| 2016  | Jeffrey Herlings   | KTM          |
| 2017  | Pauls Jonass       | KTM          |
| 2018  | Jorge Prado Garcia | KTM          |
| 2019  | Jorge Prado Garcia | KTM          |
| 2020  | Tom Vialle         | KTM          |
| 2021  | Maxime Renaux      | Yamaha       |
| 2022  | Tom Vialle         | KTM          |
| 2023  | Andrea Adamo       | KTM          |
| 2024  | Kay de Wolf        | Husqvarna    |

### Championnat du monde MX3 (2004 - 2013)
- au-dessus de 250 cm3 pour des moteurs 2-temps.
- au-dessus de 450 cm3 pour des moteurs 4-temps.

| Année | Pilote                 | Constructeur |
| 2004  | Yves Demaria           | KTM          |
| 2005  | Sven Breugelmans       | KTM          |
| 2006  | Yves Demaria           | KTM          |
| 2007  | Yves Demaria           | Yamaha       |
| 2008  | Sven Breugelmans       | KTM          |
| 2009  | Pierre-Alexandre Renet | Suzuki       |
| 2010  | Carlos Campano Jiminez | Yamaha       |
| 2011  | Julien Bill            | Honda        |
| 2012  | Matthias Walkner       | KTM          |
| 2013  | Klemen Gerčar          | Honda        |

### Championnat du monde MXJ 125
| Année | Pilote             | Constructeur |
| 2011  | Joey Savatgy       | Suzuki       |
| 2012  | Tim Gajser         | KTM          |
| 2013  | Pauls Jonass       | KTM          |
| 2014  | Brian Hsu          | Suzuki       |
| 2015  | Maxime Renaux      | Yamaha       |
| 2016  | Jago Geerts        | KTM          |
| 2017  | Gianluca Facchetti | Husqvarna    |
| 2018  | Bailey Malkiewicz  | Yamaha       |
| 2019  | Mattia Guadagnini  | Husqvarna    |
| 2020  | Non attribué       |              |
| 2021  | Haakon Osterhagen  | Fantic       |
| 2022  | Ivano Van Erp      | Yamaha       |

### Championnat du monde MXJ 85
| Année | Pilote          | Constructeur |
| 2011  | Paul Jonass     | KTM          |
| 2012  | Brian Hsu       | Suzuki       |
| 2013  | Conrad Mewse    | KTM          |
| 2014  | Kim Savaste     | KTM          |
| 2015  | Raivo Dankers   | KTM          |
| 2016  | Rene Hofer      | KTM          |
| 2017  | Eddie Wade      | Husqvarna    |
| 2018  | Caden Braswell  | KTM          |
| 2019  | Valerio Lata    | KTM          |
| 2020  | Non attribué    |              |
| 2021  | Mattia Barbieri | Gas Gas      |
| 2022  | Gyan Doensen    | Husqvarna    |

### Coupe du monde MXJ 65
| Année | Pilote             | Constructeur |
| 2011  | Jorge Prado Garcia | KTM          |
| 2012  | Caleb Grothues     | KTM          |
| 2013  | Aiden Tijero       | KTM          |
| 2014  | Jett Lawrence      | KTM          |
| 2015  | Kay Karssemakers   | KTM          |
| 2016  | Kirill Vorobyev    | KTM          |
| 2017  | Ivano Van Erp      | KTM          |
| 2018  | Braden Plath       | Husqvarna    |
| 2019  | Marek Vitezslav    | KTM          |
| 2020  | Non attribué       |              |
| 2021  | Aron Katona        | Husqvarna    |
| 2022  | Lucas Leok         | Husqvarna    |

### Championnat du monde WMX
| Année | Pilote           | Constructeur |
| 2005  | Stephanie Laier  | KTM          |
| 2006  | Katherine Prumm  | Kawasaki     |
| 2007  | Katherine Prumm  | Kawasaki     |
| 2008  | Livia Lancelot   | Kawasaki     |
| 2009  | Stephanie Laier  | KTM          |
| 2010  | Stephanie Laier  | KTM          |
| 2011  | Stephanie Laier  | KTM          |
| 2012  | Chiara Fontanesi | Yamaha       |
| 2013  | Chiara Fontanesi | Yamaha       |
| 2014  | Chiara Fontanesi | Yamaha       |
| 2015  | Chiara Fontanesi | Yamaha       |
| 2016  | Livia Lancelot   | Kawasaki     |
| 2017  | Chiara Fontanesi | Yamaha       |
| 2018  | Chiara Fontanesi | Yamaha       |
| 2019  | Courtney Duncan  | Kawasaki     |
| 2020  | Courtney Duncan  | Kawasaki     |
| 2021  | Courtney Duncan  | Kawasaki     |
| 2022  | Nancy van de Ven | Yamaha       |
| 2023  | Courtney Duncan  | Kawasaki     |
| 2024  | Lotte van Drunen | Yamaha       |

## Anciennes catégories

### Championnat du monde500cm3
| Année | Pilote          | Constructeur |
| 1957  | Bill Nilsson    | AJS          |
| 1958  | René Baeten     | FN           |
| 1959  | Sten Lundin     | Monark       |
| 1960  | Bill Nilsson    | Husqvarna    |
| 1961  | Sten Lundin     | Lito         |
| 1962  | Rolf Tibblin    | Husqvarna    |
| 1963  | Rolf Tibblin    | Husqvarna    |
| 1964  | Jeff Smith      | BSA          |
| 1965  | Jeff Smith      | BSA          |
| 1966  | Paul Friedrichs | CZ           |
| 1967  | Paul Friedrichs | CZ           |
| 1968  | Paul Friedrichs | CZ           |
| 1969  | Bengt Aberg     | Husqvarna    |
| 1970  | Bengt Aberg     | Husqvarna    |
| 1971  | Roger DeCoster  | Suzuki       |
| 1972  | Roger DeCoster  | Suzuki       |
| 1973  | Roger DeCoster  | Suzuki       |
| 1974  | Heikki Mikkola  | Husqvarna    |
| 1975  | Roger DeCoster  | Suzuki       |
| 1976  | Roger DeCoster  | Suzuki       |
| 1977  | Heikki Mikkola  | Yamaha       |
| 1978  | Heikki Mikkola  | Yamaha       |
| 1979  | Graham Noyce    | Honda        |
| 1980  | André Malherbe  | Honda        |

| Année | Pilote           | Constructeur |
| 1981  | André Malherbe   | Honda        |
| 1982  | Brad Lackey      | Suzuki       |
| 1983  | Hakan Carlqvist  | Yamaha       |
| 1984  | André Malherbe   | Honda        |
| 1985  | Dave Thorpe      | Honda        |
| 1986  | Dave Thorpe      | Honda        |
| 1987  | Georges Jobé     | Honda        |
| 1988  | Eric Geboers     | Honda        |
| 1989  | Dave Thorpe      | Honda        |
| 1990  | Eric Geboers     | Honda        |
| 1991  | Georges Jobé     | Honda        |
| 1992  | Georges Jobé     | Honda        |
| 1993  | Jacky Martens    | Husqvarna    |
| 1994  | Marcus Hansson   | Honda        |
| 1995  | Joël Smets       | Husaberg     |
| 1996  | Shayne King      | KTM          |
| 1997  | Joël Smets       | Husaberg     |
| 1998  | Joël Smets       | Husaberg     |
| 1999  | Andrea Bartolini | Yamaha       |
| 2000  | Joël Smets       | KTM          |
| 2001  | Stefan Everts    | Yamaha       |
| 2002  | Stefan Everts    | Yamaha       |
| 2003  | Joël Smets       | KTM          |

### Championnat du monde250cm3
| Année | Pilote            | Constructeur |
| 1962  | Torsten Hallman   | Husqvarna    |
| 1963  | Torsten Hallman   | Husqvarna    |
| 1964  | Joël Robert       | CZ           |
| 1965  | Viktor Arbekov    | CZ           |
| 1966  | Torsten Hallman   | Husqvarna    |
| 1967  | Torsten Hallman   | Husqvarna    |
| 1968  | Joël Robert       | CZ           |
| 1969  | Joël Robert       | CZ           |
| 1970  | Joël Robert       | Suzuki       |
| 1971  | Joël Robert       | Suzuki       |
| 1972  | Joël Robert       | Suzuki       |
| 1973  | Hakan Andersson   | Yamaha       |
| 1974  | Guennady Moisseev | KTM          |
| 1975  | Harry Everts      | Puch         |
| 1976  | Heikki Mikkola    | Husqvarna    |
| 1977  | Guennady Moisseev | KTM          |
| 1978  | Guennady Moisseev | KTM          |
| 1979  | Hakan Carlqvist   | Husqvarna    |
| 1980  | Georges Jobé      | Suzuki       |
| 1981  | Neil Hudson       | Yamaha       |
| 1982  | Danny Laporte     | Yamaha       |

| Année | Pilote             | Constructeur |
| 1983  | Georges Jobé       | Suzuki       |
| 1984  | Heinz Kinigadner   | KTM          |
| 1985  | Heinz Kinigadner   | KTM          |
| 1986  | Jacky Vimond       | Yamaha       |
| 1987  | Eric Geboers       | Honda        |
| 1988  | John Van den Berk  | Yamaha       |
| 1989  | Jean-Michel Bayle  | Honda        |
| 1990  | Alessandro Puzar   | Suzuki       |
| 1991  | Trampas Parker     | Honda        |
| 1992  | Donnie Schmit      | Yamaha       |
| 1993  | Greg Albertyn      | Honda        |
| 1994  | Greg Albertyn      | Suzuki       |
| 1995  | Stefan Everts      | Kawasaki     |
| 1996  | Stefan Everts      | Honda        |
| 1997  | Stefan Everts      | Honda        |
| 1998  | Sébastien Tortelli | Kawasaki     |
| 1999  | Frédéric Bolley    | Honda        |
| 2000  | Frédéric Bolley    | Honda        |
| 2001  | Mickaël Pichon     | Suzuki       |
| 2002  | Mickaël Pichon     | Suzuki       |
| 2003  | Stefan Everts      | Yamaha       |

### Championnat du monde125cm3
| Année | Pilote            | Constructeur |
| .     | .                 | .            |
| 1975  | Gaston Rahier     | Suzuki       |
| 1976  | Gaston Rahier     | Suzuki       |
| 1977  | Gaston Rahier (3) | Suzuki       |
| 1978  | Akira Watanabe    | Suzuki       |
| 1979  | Harry Everts      | Suzuki       |
| 1980  | Harry Everts      | Suzuki       |
| 1981  | Harry Everts (3)  | Suzuki       |
| 1982  | Eric Geboers      | Suzuki       |
| 1983  | Eric Geboers      | Suzuki       |
| 1984  | Michele Rinaldi   | Suzuki       |
| 1985  | Pekka Vehkonen    | Cagiva       |
| 1986  | Dave Strijbos     | Cagiva       |
| 1987  | John Van Den Berk | Yamaha       |
| 1988  | Jean-Michel Bayle | Honda        |

| Année | Pilote             | Constructeur |
| 1989  | Trampas Parker     | KTM          |
| 1990  | Donnie Schmit      | Suzuki       |
| 1991  | Stefan Everts      | Suzuki       |
| 1992  | Greg Albertyn      | Honda        |
| 1993  | Pedro Tragter      | Suzuki       |
| 1994  | Bob Moore          | Yamaha       |
| 1995  | Alessandro Puzar   | Yamaha       |
| 1996  | Sébastien Tortelli | Kawasaki     |
| 1997  | Alessio Chiodi     | Yamaha       |
| 1998  | Alessio Chiodi     | Husqvarna    |
| 1999  | Alessio Chiodi (3) | Husqvarna    |
| 2000  | Grant Langston     | KTM          |
| 2001  | James Dobb         | KTM          |
| 2002  | Mickaël Maschio    | Kawasaki     |
| 2003  | Steve Ramon        | KTM          |

## Statistiques constructeurs et pilotes

### Titres constructeurs
En gras, les constructeurs vainqueurs en 2022.
| Marques   | Titres |
| --------- | ------ |
| KTM       | 42     |
| Yamaha    | 39     |
| Suzuki    | 30     |
| Honda     | 29     |
| Husqvarna | 16     |
| Kawasaki  | 10     |
| CZ        | 7      |
| Husaberg  | 3      |
| Greeves   | 2      |
| BSA       | 2      |
| Zündapp   | 2      |
| Cagiva    | 2      |

### Titres pilotes
Màj à la fin de la saison 2023.
| Pilote             | Titres                                              |
| ------------------ | --------------------------------------------------- |
| Stefan Everts      | 10 (3 x MX1, 2 x 500 cm3, 4 x 250 cm3, 1 x 125 cm3, |
| Antonio Cairoli    | 9 (5 x MX1, 2 x MXGP, 2 x MX2)                      |
| Joël Robert        | 6 (6 x 250 cm3)                                     |
| Kiara Fontanesi    | 6 (6 x WMX)                                         |
| Eric Geboers       | 5 (2 x 500 cm3, 2 x 125 cm3, 1 x 250 cm3)           |
| Georges Jobé       | 5 (3 x 500 cm3, 2 x 250 cm3)                        |
| Roger DeCoster     | 5 (5 x 500 cm3)                                     |
| Joël Smets         | 5 (4 x 500 cc, 1x 650 cc)                           |
| Jeffrey Herlings   | 5 (2 x MXGP, 3 x MX2)                               |
| Tim Gajser         | 5 (4 x MXGP, 1 x MX2)                               |
| Heikki Mikkola     | 4 (3 x 500 cm3, 1 x 250 cm3)                        |
| Jorge Prado        | 4 (2 x MXGP, 2 x MX2)                               |
| Torsten Hallman    | 4 (4 x 250 cm3)                                     |
| Harry Everts       | 4 (3 x 125 cm3, 1 x 250 cm3)                        |
| Stephanie Laier    | 4 (4 x WMX)                                         |
| Courtney Duncan    | 4 (4 x WMX)                                         |
| Greg Albertyn      | 3 (2 x 250 cm3, 1 x 125 cm3)                        |
| Alessio Chiodi     | 3 (3 x 125 cm3)                                     |
| Paul Friedrichs    | 3 (3 x 500 cm3)                                     |
| André Malherbe     | 3 (3 x 500 cm3)                                     |
| Guennady Moisseev  | 3 (3 x 250 cm3)                                     |
| Gaston Rahier      | 3 (3 x 125 cm3)                                     |
| David Thorpe       | 3 (3 x 500 cm3)                                     |
| Yves Demaria       | 3 (3 x MX3)                                         |
| Bengt Aberg        | 2 (2 x 500 cm3)                                     |
| Jean-Michel Bayle  | 2 (1 x 250 cm3, 1 x 125 cm3)                        |
| Frédéric Bolley    | 2 (2 x 250 cm3)                                     |
| Sven Breugelmans   | 2 (2 x MX3)                                         |
| Hakan Carlqvist    | 2 (1 x 500 cm3, 1 x 250 cm3)                        |
| Heinz Kinigadner   | 2 (2 x 250 cm3)                                     |
| Livia Lancelot     | 2 (2 x WMX)                                         |
| Sten Lundin        | 2 (2 x 500 cm3)                                     |
| Marvin Musquin     | 2 (2 x MX2)                                         |
| Bil Nilsson        | 2 (2 x 500 cm3)                                     |
| Trampas Parker     | 2 (1 x 250 cm3, 1 x 125 cm3)                        |
| Michaël Pichon     | 2 (2 x 250 cm3)                                     |
| Alessandro Puzar   | 2 (1 x 250 cm3, 1 x 125 cm3)                        |
| Steve Ramon        | 2 (1 x MX1, 1 x 125 cm3)                            |
| Donny Schmit       | 2 (1 x 250 cm3, 1 x 125 cm3)                        |
| Jeff Smith         | 2 (2 x 500 cm3)                                     |
| Rolf Tibblin       | 2 (2 x 500 cm3)                                     |
| Sébastien Tortelli | 2 (1 x 250 cm3, 1 x 125 cm3)                        |
| John Van Den Berk  | 2 (1 x 250 cm3, 1 x 125 cm3)                        |
| Katherine Prumm    | 2 (2 x WMX)                                         |
| Tom Vialle         | 2 (2 x MX2)                                         |
| Mickaël Maschio    | 1 (1 x 125 cm3)                                     |
| Maxime Renaux      | 1 (1 x MX2)                                         |

### Victoires en Grand Prix
Seules les victoires en Grand Prix sont comptabilisées, le résultat est obtenu par l'addition des résultats des courses quand le Grand Prix est disputé sur deux manches.
Mise à jour le 28 Septembre 2023.
| #  | Pilote           | 500 cm3 (1952–2002) 650 cm3 (2003) MX1 (2004–2013) MXGP (2014–) | 250 cm3 (1957–2002) MotocrossGP (2003) MX2 (2004–) | 125 cm3 (1975–2003) MX3 (2004–2013) | Victoires |
| -- | ---------------- | --------------------------------------------------------------- | -------------------------------------------------- | ----------------------------------- | --------- |
| 1  | Jeffrey Herlings | 42                                                              | 61                                                 | –                                   | 103       |
| 2  | Stefan Everts    | 42                                                              | 46                                                 | 13                                  | 101       |
| 3  | Tony Cairoli     | 70                                                              | 24                                                 | –                                   | 94        |
| 4  | Joël Smets       | 57                                                              | –                                                  | –                                   | 57        |
| 5  | Joël Robert      | –                                                               | 50                                                 | –                                   | 50        |
| 6  | Tim Gajser       | 40                                                              | 5                                                  | –                                   | 45        |
| 7  | Eric Geboers     | 16                                                              | 5                                                  | 18                                  | 39        |
| 8  | Jorge Prado      | 7                                                               | 31                                                 | –                                   | 38        |
| 9  | Mickaël Pichon   | 8                                                               | 27                                                 | 3                                   | 38        |
| 10 | Yves Demaria     | 2                                                               | 11                                                 | 24                                  | 37        |
| 11 | Torsten Hallman  | 1                                                               | 36                                                 | –                                   | 37        |
| 12 | Roger De Coster  | 36                                                              | –                                                  | –                                   | 36        |